# Niksen

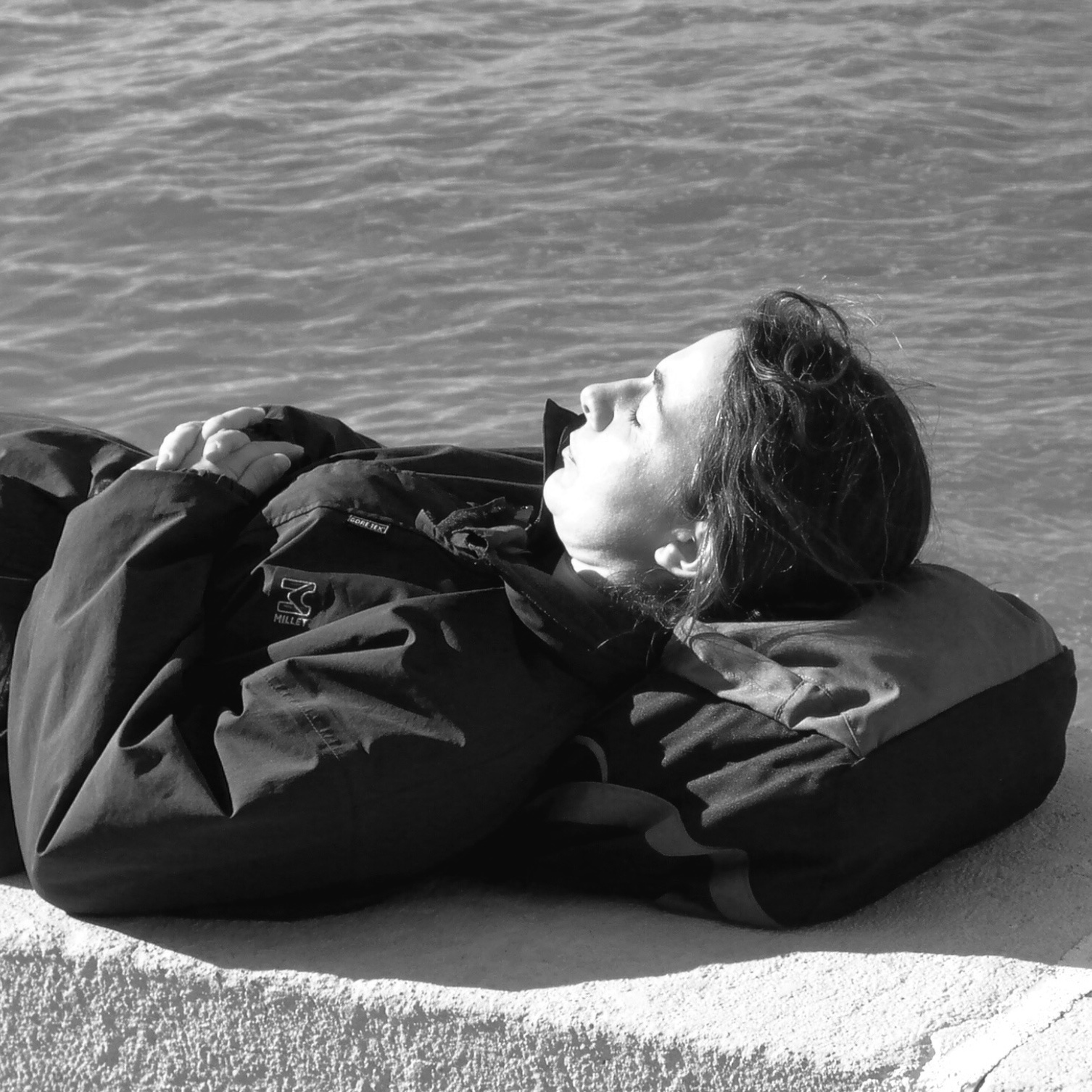
El concepto clave es disfrutar de no hacer nada sin sentir ninguna culpa

Niksen es un concepto holandés que se traduce como "no hacer nada", una práctica que consiste en dedicar tiempo a la inactividad consciente, buscando momentos de pausa y reflexión para desconectar del estrés, la rutina y el agotamiento. Se trata de una forma de cuidar la salud mental y física, permitiendo a la mente relajarse y recargarse.

## Aplicación práctica
El concepto de niksen se basa en la idea de que no hacer nada puede ser beneficioso para la salud y el bienestar, lo cual incluye actividades como: 
- Buscar un lugar tranquilo y relajante
- Permitir que la mente divague sin sentirse culpable
- Realizar actividades que no requieran esfuerzo mental
- No sentirse presionado por el tiempo

Este concepto es el foco de un libro de Olga Mecking titulado Niksen: Embracing the Dutch Art of Doing Nothing, publicado en 2021. Mecking ha ganado relevancia en los Países Bajos como autoridad en este tema, gracias a este libro.